# Ommatius scarbroughi
Ommatius scarbroughi är en tvåvingeart som beskrevs av Rodriguez Velazquez och Fernandez Vazquez 1998. Ommatius scarbroughi ingår i släktet Ommatius och familjen rovflugor.
Artens utbredningsområde är Kuba. Inga underarter finns listade i Catalogue of Life.